# Reefer Madness

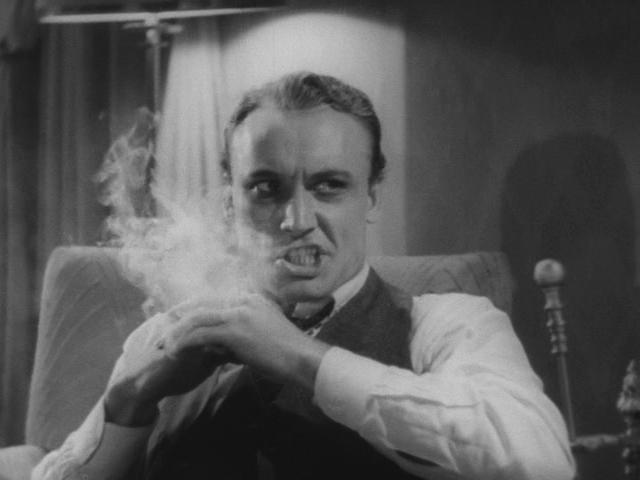
Cena do filme

Reefer Madness, também conhecido como Tell Your Children, é um filme de propaganda estadunidense de 1936 montado para exibição nas escolas contra o uso da marijuana, relacionando a droga com loucura e violência. Foi dirigido por Louis J. Gasnier.